# エリザベス・ウッドヴィル
エリザベス・ウッドヴィル（Elizabeth Woodville, 1437年頃 - 1492年6月8日）は、薔薇戦争期のイングランドの女性。イングランド王エドワード4世の王妃。父は初代リヴァーズ伯リチャード・ウッドヴィル、母はサン＝ポル伯ピエール1世の娘ジャケット・ド・リュクサンブール。

## 生涯
エリザベスは母がランカスター朝の国王ヘンリー6世の叔父ベッドフォード公ジョンと結婚していた縁で、1450年頃からヘンリー6世の王妃マーガレット・オブ・アンジューに侍女として仕え、1452年にランカスター派のサー・ジョン・グレイと結婚した。ジョンとの間に2人の息子を産んだが、1461年の第二次セント・オールバンズの戦いで夫は戦死した。
未亡人になり生活が困窮したエリザベスは母の故郷であるノーサンプトンシャーで逼塞していたが、ランカスター派を倒しヘンリー6世を廃位したヨーク朝のエドワード4世がランカスター派の貴族・騎士の所領を没収したため、さらに貧困へ追い込まれた。やがてノーサンプトンシャーを訪れたエドワード4世に近づき、夫の所領返還を願い出たところ、エドワード4世に気に入られ、ジェーン・ショアを始めとする多くの愛人を差し置いて、その寵愛を獲得する。
1464年5月1日にエリザベスはエドワード4世と密かに結婚したが、政権の有力者でエドワード4世の母方の従兄でもあったウォリック伯リチャード・ネヴィルはフランス王ルイ11世の義妹ボナ・ディ・サヴォイアとエドワード4世の縁談交渉を行っていたため、破談で面目丸潰れとなったウォリック伯は結婚に反対し、エドワード4世と激しく対立するようになった。また、エリザベスの父と多くの弟妹たちがエドワード4世の優遇策で貴族に叙爵されたり貴族との政略結婚が盛んに行われ、急速にウッドヴィル家が外戚として成り上がったことも元来の外戚だったウォリック伯らネヴィル家と旧来の貴族たちの怒りを買った。
1469年、反乱を起こしたウォリック伯の軍に国王軍はエッジコート・ムーアの戦いで敗れエドワード4世は幽閉、エリザベスの父リヴァーズ伯と弟ジョンは処刑された。エドワード4世は短期間で解放され一時ウォリック伯と和睦したが、翌1470年にウォリック伯の再度の反乱で大陸へ亡命、ヘンリー6世が復位した。エドワード4世以外に頼る者がいないエリザベスはウェストミンスター寺院へ逃れ、そこで庇護され息子エドワード（後のエドワード5世）を産んだが、生活は苦しく不安な日々を送った。
1471年、エドワード4世の逆襲でヘンリー6世は廃位され、ウォリック伯もバーネットの戦いで戦死したことでエリザベスは王妃に復帰した。エドワード4世は国内を平定した後、ウッドヴィル家重用を継続してエリザベスの弟のリヴァーズ伯アンソニーや最初の夫との息子であるドーセット侯トマス・グレイが宮廷に引き立てられたが、ウッドヴィル家と他の貴族たちの対立も引き継がれる中、1483年にエドワード4世は病死する。
エドワード5世が父の後を継いだものの、叔父のグロスター公リチャード（後のリチャード3世）がウィリアム・ヘイスティングス男爵とバッキンガム公ヘンリー・スタッフォード（エリザベスの妹キャサリンの夫だったが反ウッドヴィル派）と結託して王位簒奪を図り、グロスター公派による議会工作でエドワード5世は戴冠式前に王位継承の無効を宣言され、ロンドン塔に送られた。エドワード4世とエリザベスの結婚が重婚と見なされ、不法とされたためである。エドワード4世が以前エレノア・バトラーと結婚しており、エレノアがエリザベスの同名の長女エリザベス・オブ・ヨーク誕生の頃まで生きており、エドワード4世はその後もエリザベス・ウッドヴィルとの結婚を合法化する策を講じなかったため、リチャード3世は自身が即位するほか何もできなかったとも言われる。
リチャード3世によりリヴァーズ伯とドーセット侯の弟リチャードなどウッドヴィル一族が処刑され、ドーセット侯がフランスへ逃亡、ヘイスティングス男爵も処刑される中、エリザベスは次男リチャードなど家族と共に再びウェストミンスター寺院に逃れて、細々と命脈を保った。リチャード3世はエリザベスに危害を加える気は全くなかったが、罪悪感と欲に駆られたエリザベスが持てる限りの宝飾品を持って立てこもり、いくら説得されても出てこなかったともいわれる。根負けしたエリザベスは次男の引き渡しには同意したが、エドワード5世共々行方不明となり、エリザベスも再び不安な生活を送る中、マーガレット・ボーフォートから長女エリザベスとマーガレットの息子ヘンリー（後のヘンリー7世）の結婚を持ちかけられ、ランカスター派とヨーク派の和解提案を受け入れた。
1485年にリチャード3世がボズワースの戦いで戦死すると、ヘンリー7世がエドワード4世とエレノア・バトラーの結婚の証拠を全て破棄し（国外には残った）、エリザベスは再び元王妃としての権利を得た。また、かねてからの約束通りに長女エリザベスはヘンリー7世の王妃になり、2人の子孫を通じて以降のイングランド王および女王はすべてエリザベスの子孫となる。王の未亡人としての年金も復活し、晩年のエリザベスはバーマンジー僧院（Bermondsey Abbey）に引退して平穏に生きた。ただしこれは、僭称者ランバート・シムネルの反乱に関わりがあることを疑われ、ヘンリー7世に強制されたという説もある。また、宮廷の主導権をエリザベスに握らせたくないマーガレットの意向も働いたとされている。

## 子女
最初の夫ジョン・グレイとの間に2人の子を儲けた。
1. トマス・グレイ（1455年 - 1501年9月20日） - ドーセット侯。ジェーン・グレイの曽祖父。
2. リチャード・グレイ（1457年 - 1483年6月25日）

2番目の夫エドワード4世との間に10人の子を儲けた。
1. エリザベス・オブ・ヨーク（1466年2月11日 - 1503年2月11日） - ヘンリー7世王妃
2. メアリー・オブ・ヨーク（英語版）（1467年8月11日 - 1482年5月23日）
3. セシリー・オブ・ヨーク（英語版）（1469年3月20日 - 1507年8月24日） - ジョン・ウェルズ（英語版）と結婚、後にトマス・カイムと再婚。
4. エドワード5世（1470年11月4日 - 1483年?）
5. マーガレット・オブ・ヨーク（英語版）（1472年4月10日 - 1472年12月11日）
6. リチャード・オブ・シュルーズベリー（1473年8月17日 - 1483年?） - ヨーク公
7. サリー女伯アン・オブ・ヨーク（英語版）（1475年11月2日 - 1511年11月23日） - ノーフォーク公トマス・ハワードと結婚。
8. ジョージ・オブ・ヨーク（英語版）（1477年3月 - 1479年3月） - ベッドフォード公
9. キャサリン・オブ・ヨーク（英語版）（1479年8月14日 - 1527年11月15日） - デヴォン伯ウィリアム・コートニー（英語版）と結婚。
10. ブリジット・オブ・ヨーク（英語版）（1480年11月10日 - 1517年） - 修道女。

## 小説
- Gregory, Philippa "The White Queen"
- Penman, Sharon Kay "The Sunne in Splendour"
- Plaidy, Jean "The Sun in Splendour"
- Worth, Sandra "The King's Daughter"